# ZiŁ-41047
ZiŁ-41047 – limuzyna produkowana przez dawniej radzieckie a obecnie rosyjskie zakłady ZiŁ. Samochód jest przystosowany do przewozu siedmiu osób (wraz z kierowcą). Masa samochodu gotowego do jazdy wynosi 3550 kg. Prędkość maksymalna z dwiema osobami na pokładzie jest szacowana na „nie mniej niż 190 km/h (118 mph)”. Samochód jest napędzany przez gaźnikowy silnik V8 o pojemności 7,7 l projektu ZiŁa, generujący moc 232 kW (315 KM) przy 4600 obrotach na minutę. Silnik napędza tylne koła poprzez trzybiegową automatyczną skrzynię biegów o następujących przełożeniach:
- Pierwszy bieg: 2,02:1
- Drugi bieg: 1,42:1
- Trzeci bieg: 1:1
- Bieg wsteczny: 1,42:1

Produkcję 7-osobowej limuzyny 41047 rozpoczęto w 1985 roku, model ten jest następcą produkowanego w latach 1983–1985 samochodu ZiŁ-41045, który z kolei jest modernizacją produkowanego w latach 1977–1983 ZiŁa-4104 (ZiŁ-115). Pojazd ten nie różnił się od poprzedników pod względem rozwiązań technicznych. Większych zmian doczekała się stylistyka pojazdu, zmodyfikowano między innymi wygląd przednich kierunkowskazów. Zmodernizowano również aparycję przednich lamp. W 1986 roku rozpoczęto produkcję skróconej 5-osobowej wersji o oznaczeniu 41041, która pod względem konstrukcji wywodziła się z modelu ZiŁ-117.
Na bazie samochodu ZiŁ-41047 stworzono następujące modele:
- ZiŁ-41042 – karawan
- ZiŁ-41052 – wersja opancerzona wyprodukowana w 22 egzemplarzach
- ZiŁ-41053 – zwany również 41047TB, 3 opancerzone egzemplarze stworzone przez niemiecką firmę Trasco Bremen w 1994 roku.
- ZiŁ-41072 – wersja dla prezydenckiej ochrony